# Sisowath Monireth
Sisowath Monireth (25 de noviembre de 1909 – septiembre de 1975), fue un miembro de la monarquía camboyana, hijo del rey Sisowath Monivong y tuvo el título de príncipe. Fue uno de los miembros más prominentes de la línea dinástica Sisowath en su época, por lo que la administración colonial de la Indochina francesa influenció al Consejo del trono para que este elija al príncipe Norodom Sihanouk quien entonces tenía dieciséis años y que se presumía ser más fácil de controlar. Este hecho tendría nefástas consecuencias para el pueblo camboyano ya que durante la siguiente década las políticas de la corte fueron herraticas y estaban dominadas por el joven rey quien tenía un carácter egocentrista y dedicaba su tempo principalmente a sus proyectos cinematográficos y en una constante búsqueda de talento nacional e internacional en las áreas de danza tradicional, actuación y canto. Durante un periodo de 12 años Sihanouk engendró a aproximadamente 40 hijos e hijas.
Fue un contendiente al trono luego de la muerte de su padre en 1941, pero luego haceptaria el ascenso al trono de su sobrino Norodom Sihanouk. Asistió a la Escuela Especial Militar de Saint-Cyr, fue responsable de la organización de las primeras fuerzas armadas Camboya nas modernas al final de la administración del protectorado francés de Camboya y ocupó varios cargos ministeriales después de la Segunda Guerra Mundial.
El príncipe Monireth estaba en la ciudad de Phnom Penh al momento de la caída de la República Jemer y al igual que a muchos ciudadanos camboyanos, el asilo en la embajada francesa le fue negado, murió en septiembre de 1975, al parecer ejecutado por el régimen del Khmer Rouge.

## Biografía
Hizo sus estudios escolares en una escuela de Vence cerca de Niza, antes de integrarse a la Escuela Especial Militar de Saint-Cyr
En 1934 funda la primera organización de "boy scouts" en Camboya, denominada (Angkar Khemarak Kayarith) que se crea además en varias provincias a llega a agrupar a más de mil miembros.
El 12 de febrero de 1939, ingresa a la legión extranjera con el grado de subteniente y toma parte en combate en Francia y en el norte de África. En este mismo año es nombrado Caballero de la Legion de Honor.
En 1941, es el primer pretendiente al trono del reino como sucesor de su padre el rey Sisowath Monivong, pero las autoridades coloniales francesas seleccionan a su sobrino Norodom Sihanouk, ya sea porque este les parecía más fácil de controlar o porque tenían recelo de las simpatías independentistas de Monireth.
Durante el reinado de Norodom Siahanouk, Monireth se mantiene como el príncipe heredero de la corona.
Entre 1944 y 1945, permanece en el cargo de secretario privado del rey, pero esta vez al servicio de su sobrino.
El 17 de octubre de 1945, luego de la derrota del Imperio Japonés y del arresto de Son Ngoc Thanh, (quien fuera designado como primer ministro cambodiano por las autoridades de la ocupación japonesa), la administración colonial francesa le confía la tarea de organizar un nuevo gabinete de gobierno. Durante las negociaciones, Monireth dedica sus esfuerzos para lograr que se le conceda a la monarquía cambodiana un mayor radio de acción en la administración de asuntos internas, mientras que Francia mantiene sus potestades sobre asuntos de relaciones exteriore, defensa, política económica y control de las minorías étnicas.
Adicionalmente a la gestión de gobierno, el además dirige los ministerios de defensa nacional y del Interior (Gobierno). Con este efecto, el crea las fuerzas armadas de Camboya dentro de un cuadro de administración moderno, contando con la aprobación francesa. Utilizó para este efecto la estructura de los desmobilizados batallones coloniales, los que conformaron los cuadros de unas tropas donde la misión estaba inscrita en la convención militar franco-jemer que fue firmada el 20 de noviembre de 1946, para sostener el poder real, preservar la seguridad interna y resguardar las fronteras. Creó también una escuela de oficiales, la que abrió sus puertas el 1 de enero de 1946 y a la que el invitó a todos los jóvenes entre 18 y 25 años que tuvieran un título de estudios superiores.
El 15 de diciembre de 1946, luego de la victoria del Partido demócrata Cambodiano en las elecciones, Sisowath Monireth debió ceder el cargo de primer ministro al príncipe Sisowath Youtevong.
En 1947 y 1948, se desempeña como vicepresidente del concejo de regencia
En 1950, es nombrado General de Brigada, y se encarga de la administración de personal de la corte real, además, de 1950 a 1952, es Inspector general del ejército real de Camboya.
Cuando se logra la independencia, se le confía ser el primer embajador de Camboya en París, de 1954 a 1955.
En 1955, es nombrado Consejero militar del rey Norodom Suramarit, cargo que ocupa hasta la muerte de aquel.
El 15 de septiembre de 1956, el rey Norodom Sihanouk le nombra ministro de "saneamiento" (auditor general); una de las primeras acciones será la de proponer una jurisdicción especial e indeoendiente, encargado de manejar los casos de personalidades sospechosas de corrupción; el jefe del estado demanda la renuncia del ministerio, pero él se niega. sin embargo el 25 de octubre de 1956 a consecuencia de la creación de un nuevo gobierno el deja el ministerio.
Del 6 de abril al 13 de junio de 1960, en funciones de presidente del Consejo de Regencia, asume temporalmente la jefatura del estado a consecuencia de la muerte del rey Norodom Suramarit porque Norodom Sihanouk no declara el trono vacante para conservar el título de Jefe de Estado por convenirle a su actividad política.
De 1960 a 1963, se desempeña nuevamente como inspector general del ejército real de Camboya. El 31 de octubre de 1963, es ascendido a General. 
De 1963 a 1970, es consejero militar de Norodom Sihanouk.
De marzo a mayo de 1973, el régimen del General Lon Nol lo mantiene en arresto domiciliario.
El 17 de abril de 1975, durante la caída de Phnom Penh por las fuerzas del Khmer rouge, él se presentó a las puertas de la embajada de Francia pero le fue negado el asilo.
Fue ejecutado en septiembre de 1975.